# Camiguin
Camiguin is een provincie van de Filipijnen. Het is tevens een eiland. Het maakt deel uit van regio X (Northern Mindanao) en ligt ongeveer 10 km ten noorden van de noord-kust van Mindanao in de Boholzee. De hoofdstad van de provincie is de gemeente Mambajao. Bij de census van 2015 telde de provincie ruim 88 duizend inwoners. De provincie is zowel qua inwoners als landoppervlakte de op een na kleinste provincie van het land.

## Geschiedenis

### Spaanse periode
Uit oude Spaanse documenten blijkt dat de eerste Europese bezoekers van het eiland Camiguin de ontdekkingsreizigers Fernão de Magalhães en Miguel López de Legazpi waren met hun expedities van respectievelijk 1521 en 1565. Reeds in 1598 werd de eerste Spaanse nederzetting gesticht, die later bekend kwam te staan onder de naam Guinsiliban. Dit betekent zoiets als: "uitkijken naar piraten vanuit een uitkijktoren". In Guinsiliban staat tegenwoordig nog steeds een uitkijktoren.
De eerste grote Spaanse nederzetting werd gesticht in 1679 en werd Katagman of Katadman (later: Catarman) genoemd. Deze nederzetting lag waar nu barangay Bonbon ligt. Na een uitbarsting van de vulkaan Mt. Vulcan Daan op 1 mei 1871 werd de plaats verwoest. Een deel kwam zelfs onder zee terecht. De locatie van de plaats werd verplaatst naar de huidige locatie van Catarman. Op de oude locatie zijn nog steeds resten van de oude Spaanse nederzetting te vinden.
Sagay dat ten zuiden van Catarman ligt werd officieel een stad in 1848. Mambajao volgde in 1855. Deze stad ontwikkelde zich in latere jaren tot de drukste havenstad van Noord-Mindanao. Mahinog werd in 1860 een gemeente en Guinsiliban werd pas in 1950, toen de Filipijnen al een paar jaar onafhankelijk waren, een gemeente.
zie voor meer informatie over de Spaanse invloeden in de Filipijnen: Geschiedenis van de Filipijnen

### Amerikaanse periode
In 1901 landden de Amerikanen op het eiland Camiguin om het onder controle te krijgen. Bij Catarman kwam het tot een kort gevecht tussen de Amerikaanse soldaten en een groepje inwoners van Camiguin die onder leiding van Valero Camaro probeerden met bolos en speren de Amerikaanse invasie te stoppen. Camaro werd in het voorhoofd getroffen door een Amerikaanse kogel en stierf.
In 1903 werd de eerste openbare school van Camiguin gebouwd in Mabajao en in 1904 was het op beperkte schaal mogelijk water uit de kraan te krijgen.
Op 18 juni 1942 landden de Japanners op Camiguin. Het centrum van Mambajao is in die tijd door de Japanners afgebrand als reactie op de verzetsactiviteiten van de guerrilla's op het eiland. Sommige resten hiervan zijn tegenwoordig nog steeds te vinden.
zie voor meer informatie over de Amerikanen in de Filipijnen: Geschiedenis van de Filipijnen

### Onafhankelijkheid
Nadat Filipijnen onafhankelijk was geworden werd Camiguin ingedeeld bij de provincie Misamis Oriental
Van 1948 tot 1951 barstte de vulkaan Hibok-Hibok drie maal uit. In totaal kostte dat meer dan 3000 mensen het leven Na de laatste uitbarsting in 1951 halveerde de bevolking van het eiland als gevolg van emigratie naar veiliger gebieden.
In 1958 werd Camiguin een subprovincie en in 1968 werd het een zelfstandige provincie met als hoofdstad Mambajao.

## Mensen en Cultuur
De naam Camiguin is afgeleid van het woord Kamagong. Dit is een boom die goed gedijt in de buurt van het meer Mainit in de provincie Surigao del Norte, waartoe Camiguin tot 18 juni 1966 behoorde. De oorspronkelijke bewoners van Camiguin waren manobos die vanuit Suriago migreerden.
De talen die tegenwoordig op Camiguin gesproken worden zijn Cebuano en Hiligaynon. Sommige mensen in de gemeenten Sagay en Guinsiliban spreken echter nog de oorspronkelijk taal van de Manobo stam (Kinamiguing)

## Geografie

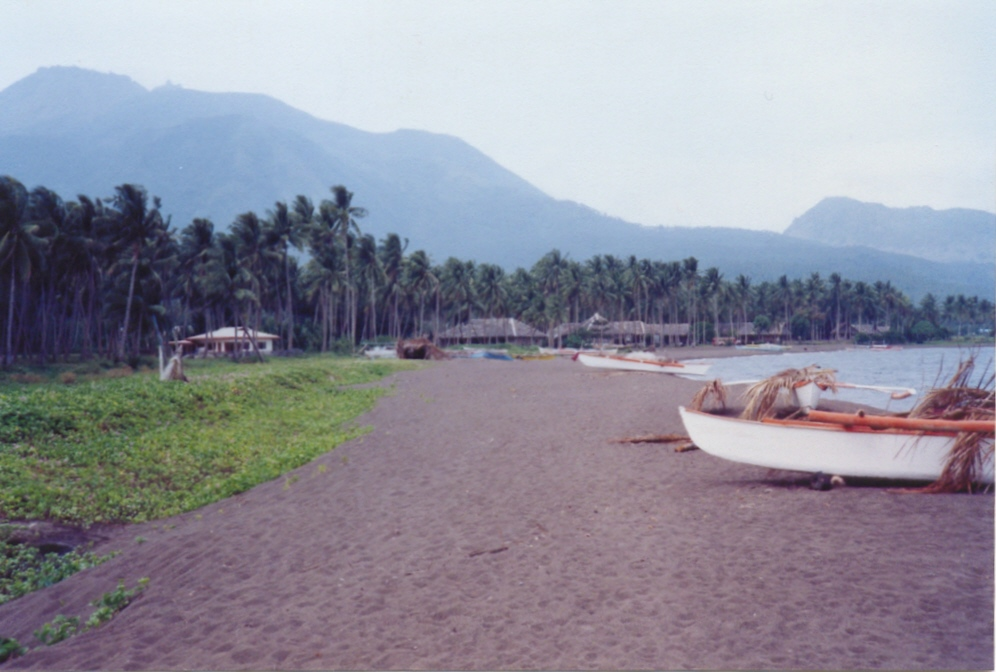
Mt. Hibok-Hibok gezien vanaf Agoho Beach

### Topografie en landschap
Het eiland Camiguin is 238.63 km² groot en is maximaal 37 km lang en 14 km breed. De landoppervlakte van Camiguin beslaat maar 1,7% van regio X, waarvan de provincie deel uitmaakt. Het eiland heeft zeven vulkanen, waarvan Mount Hibok-Hibok de bekendste is. In 2000 had Camiguin ruim 74.000 inwoners, waarvan er zo'n 30.800 in de hoofdstad Mambajao woonden.

### Bestuurlijke indeling
Camiguin bestaat uit de volgende vijf gemeenten.
- Catarman
- Guinsiliban
- Mahinog
- Mambajao
- Sagay

Deze gemeenten zijn onderverdeeld in 58 barangays.

## Demografie
Camiguin had bij de census van 2015 een inwoneraantal van 88.478 mensen. Dit waren 4.671 mensen (5,6%) meer dan bij de vorige census van 2010. Ten opzichte van de census van 2000 was het aantal inwoners gegroeid met 14.246 mensen (19,2%). De gemiddelde jaarlijkse groei in die periode kwam daarmee uit op 1,04%, hetgeen lager was dan het landelijk jaarlijks gemiddelde over deze periode (1,72%).

De bevolkingsdichtheid van Camiguin was ten tijde van de laatste census, met 88.478 inwoners op 237,95 km², 371,8 mensen per km².

## Economie
Veel inwoners van Camiguin zijn visser van beroep. Andere bronnen van inkomsten zijn de diverse plantages op het eiland. Ook toerisme is een belangrijke inkomstenbron. Het eiland behoort volgens het Departement van Toerisme van de Filipijnen tot de 25 mooiste bestemmingen
Camiguin is een relatief arme provincie. Uit cijfers van het National Statistical Coordination Board (NSCB) uit het jaar 2003 blijkt dat 39,7% (12.109 mensen) onder de armoedegrens leefde. In het jaar 2000 was dit nog 57,0%. Daarmee staat Camiguin 43e op de lijst van provincies met de meeste mensen onder de armoedegrens. Van alle 79 provincies staat Camiguin 33e op de lijst van provincies met de ergste armoede.

## Fauna
De fauna van Camiguin is bijzonder divers en telt zelfs enkele diersoorten die nergens anders voorkomen. Camiguin kan dan ook worden beschouwd als een eigen bioregio. De oorzaak hiervan is het feit dat het water rond het eiland minimaal 385 meter diep is, waardoor het eiland tijdens de laatste ijstijd, toen het waterniveau ongeveer 200 meter lager was, niet verbonden is geweest met Mindanao. Camiguin telt minimaal 24 soorten landzoogdieren. Drie soorten hiervan zijn geïntroduceerd. Twee recent ontdekte soorten zijn endemisch voor Camiguin. Dit zijn Apomys camiguinensis en Bullimus gamay. Daarmee is Camiguin het kleinste eiland in de Filipijnen, waar unieke soorten zoogdieren voorkomen. Op het eiland komen verder minstens 64 soorten vogels voor. Daarbij is ook een voor Camiguin endemische soort, Loriculus camiguinensis, een recent beschreven papegaaiensoort. Naast de drie genoemde endemische soorten leeft in de bossen van het eiland ook nog de kikker Oreophryne nana, die ook op geen enkele andere locatie in de Filipijnen of daarbuiten is gevonden.